# 黑尾刺尾魚
黑尾刺尾魚（学名：Acanthurus nigricauda），又名黑尾刺尾鯛、倒吊、粗皮仔，為輻鰭魚綱鱸形目刺尾魚亞目刺尾魚科的其中一個種。1929年，德國動物學家Paul Georg Egmont Duncker 和Erna Mohr 首次將本種正式描述為黑色刺尾魚(Acanthurus gahhm)的一個亞種，其模式產地為巴布亞新幾內亞俾斯麥群島新愛爾蘭東北部聖馬蒂亞斯群島的馬紹島，1987年，約翰·E·蘭德爾 (John E. Randall)確認本種是一個獨立的有效物種。

## 分布
本魚分布於印度西太平洋區，從東非至土阿莫土群島、北至琉球群島、南至澳洲大堡礁海域。

## 深度
水深0至30公尺。

## 特徵
本魚體呈橢圓形而側扁。頭背部輪廓不特別凸出。口小，端位，上下頜各具一列扁平齒，齒固定不可動，齒緣具缺刻。頭部通常比身體顏色更淺，身體顏色均勻，但顏色從淺灰色到深棕色或近黑色不等，眼睛後面有一條粗黑的條紋，延伸到鰓蓋，背鰭呈黃色，有一條黑線，邊緣為藍色，臀鰭為灰色，邊緣為藍色。 胸鰭有一個橙色的基底，並有灰色、黃色和半透明的帶狀，尾鰭有一個白色的基底和一個帶有藍色邊框的深色外部。背鰭硬棘9枚、背鰭軟條25至28枚、臀鰭硬棘3枚、臀鰭軟條23至26枚。尾柄上有硬毒棘，易傷人。體長可達45.3公分，體重可達2.7公斤。

## 生態
本魚棲息在水質清澈的珊瑚礁或潟湖，呈群活動，屬雜食性，以藻類及浮游動物為食。

## 經濟利用
可食用，但大多做為觀賞魚。